# Duc du Maine (barco negrero)
El Duc du Maine (junto con el Aurore) fue un barco negrero que el 6 de junio de 1719 trajo los primeros esclavos africanos a Luisiana. Ella los había llevado desde el sector antiguamente denominado Senegambia.

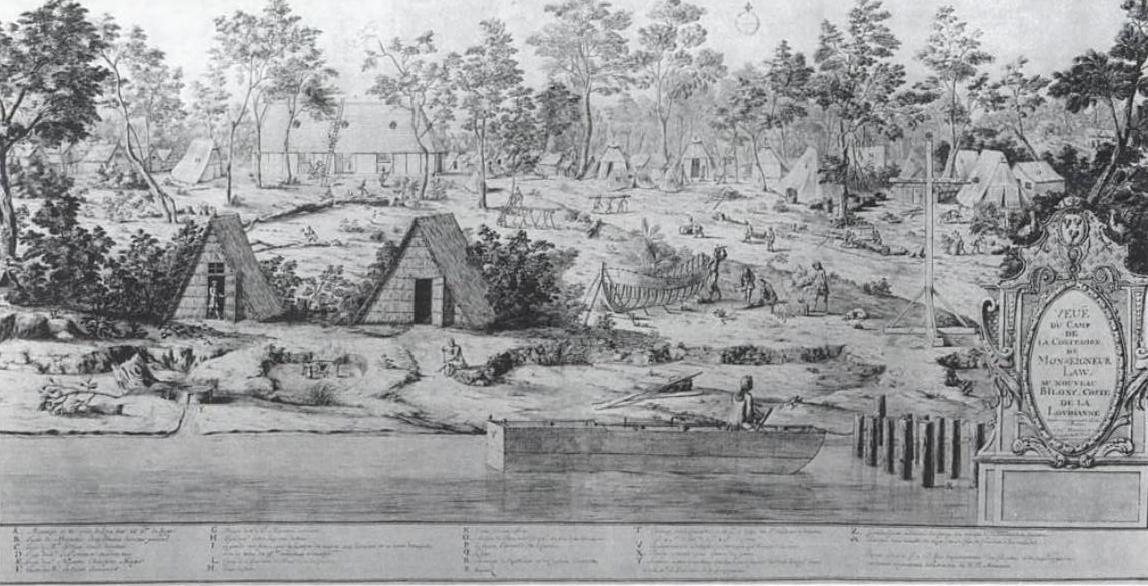
Campamento donde desembarcaron en el primer viaje Biloxi

## Viajes
El barco podía transportar de 500 a 600 esclavos. Se han documentado varios viajes en la base de datos de esclavos transatlánticos.

### Primer viaje
El primer viaje de esclavos documentado, fue en 1719 bajo el Capitán de Lauduoine. Comenzó en Port Louis, Francia. Se compraron esclavos en Whydah y se desembarcaron en Biloxi. Otras fuentes afirman que después de tres meses en el mar, se produjo el primer desembarco en la isla Dauphin con 250 esclavos. El viaje terminó en Lorient, Francia.

### Segundo viaje
El segundo viaje, bajo el mando del Capitán N. Roseau con 349 esclavos, llegó en marzo de 1721. El viaje también comenzó en Francia, pero los esclavos fueron comprados en la ensenada de Benín y desembarcados en la costa del golfo de México.

### Tercer viaje
El tercer viaje bajo el mando del Capitán A. de Lavigne llevó esclavos de África Central Occidental y Santa Elena a Martinica, llegando el 14 de enero de 1727. De 491 esclavos, 431 estaban vivos para desembarcar en Martinica; 42 de los 91 miembros de la tripulación murieron en el camino.